# 超能力戦士ドリアン
超能力戦士ドリアン（ちょうのうりょくせんしドリアン）は、日本のロックバンドである。キャッチコピーは「歌って踊って笑顔で帰ろう。抱腹絶倒スリーピースバンド!」。

## 概要
大学の軽音楽サークルで知り合い仲良くなる。当時は、それぞれ別のバンドでコピーバンドをしていた。
大学卒業後に現在のバンドを結成。仲のいい友達にベースとドラムがいない、リズム隊がいない方が面白いかもしれないという理由から、サポートを入れず現在の編成になっている。
2016年6月20日、心斎橋LIVE HOUSE Pangeaにて初ライブ。本格的な活動を開始。
Eggsプロジェクトとビクターエンタテインメント「ワン！チャン！！～ビクターロック祭り2018への挑戦～」でグランプリ獲得。
キュウソネコカミの大ファンで、しばしば交流も行われている。ギターボーカルのヤマサキセイヤに直談判でMVの出演を依頼し、その場で快諾された。
2025/07/25 おーちくんがバンドを始めるきっかけになった「UNISON SQUARE GARDEN」との対バンが発表された。

## メンバー
やっさん(ボーカル・ギター)：4月8日 -
- 神戸出身。ボーカル、ギター、エグゼクティブプロデューサー担当。そして左。
- 自称174cm。[4]
- かつては水泳部、大学時代は軽音サークルに所属していた。
- ギター担当の、けつぷりと同い年。
- 過去に近所の川で海藻に襲われて以来、海藻類を親の仇の如く嫌っている。[4]
- 小さい頃は犬に襲われた事があり、海藻と同じように嫌っているが『犬が嫌い』と公言すると好感度が下がると思っているのか、あまり積極的に口にする事はない。[4]
- 大学生の頃にタワーレコードで出会ったキュウソネコカミに影響を受け、コピーバンドをしたりライブハウスに通うようになった。[5]
- 大好物はチャーハン[6]

おーちくん(ボーカル・ダンス)：1月28日 -
- 親が鹿児島県出身。ボーカル、ダンス担当。(振り付けは、やっさんが行う)
- 年齢はメンバーより1歳上[7] 。大学は2浪2留のため、他のメンバーより1学年後輩になる。
- かつてはヨット部、大学時代は軽音サークルに所属していた。
- AGA治療を行い、無事に成功した。
- 大好物はハンバーグ[6]。
- 虫歯を10年放置して奥歯を5本失っている。[8]

けつぷり(ギター・コーラス)：2月3日 -
- 大阪出身。ギター、コーラス担当。向って右。
- 「3人組のうた」ではソロ歌唱パートがある。
- かつては野球部、高校時代は軽音部[9]、大学時代は軽音サークルに所属していた。
- やっさんの鼻歌の曲のメロディー、歌詞などをもとに編曲を担当。
- 大好物はつけめん[6]。
- 超能力戦士ドリアンで最初にフルーツのドリアンを食べたメンバー。
- 好きなサンリオキャラクターはゾウ自転車

以上参照

## ディスコグラフィー

### 自主制作盤
|        | 発売日 | タイトル                         | 収録曲 |
| ------ | ------ | -------------------------------- | --- |
| 1st EP | 2017年 | 僕のドリアン、君にひとつあげるよ | 1. いきものがかりと同じ編成 2. チャーハンパラパラパラダイス 3. マイケル-外国からのお客様- 4. 天保山 5. おいでよドリアンランド                                                   |
| 2nd EP | 2017年 | 最高金賞受賞                     | 1. WANIMAと同じ人数 2. 恐竜博士は恐竜見たことないでしょ 3. アイウォンチューを発令中 4. スマホの充電ナイトフィーバー 5. 転売されてみたい                                         |
| 3rd EP | 2018年 | 大人の品格                       | 1. みんなでワクワク楽しいソング 2. 背中に翼が生えたら便利だけどジャマ 3. ムカつく奴は敵 4. アメリカの赤ちゃんもオギャーと泣くのかな 5. サザンオールスターズと同じ年齢になっても |

### 全国流通版
|                     | 発売日        | タイトル                                        | 収録曲 | 備考 |
| ------------------- | ------------- | ----------------------------------------------- | --- | --- |
| 初の全国流通盤      | 2018年7月4日  | 超能力戦士ドリアンの1004円のCD                  | 1. いきものがかりと同じ編成 2. ヤマサキセイヤと同じ性別 3. 天保山 4. チャーハンパラパラパラダイス 5. 3人組のうた | |
| ミニアルバム        | 2019年6月5日  | 超能力戦士ドリアンの楽曲が7つ入ったミニアルバム | 1. おいでよドリアンランド2019 2. 新曲初披露はムズい 3. 焼肉屋さんの看板で牛さんが笑っているのおかしいね 4. お友達紹介の歌 5. お腹ゆるふわガール 6. ファッションマジでクエスチョン 7. 二番煎じって感じ | |
| 2ndミニアルバム     | 2020年4月22日 | ハンパねぇ名盤                                  | 1. ボールを奪い合う選手全員に1つずつあげたい 2. 口から炎を吐けたら強い 3. 尊み秀吉天下統一 4. ファミリーコンサート 5. パンケーキ量多い 6. 魚じゃないのよイルカは 7. 人見知RIVER 8. 満足バロメーター | |
| 3rdミニアルバム     | 2020年8月26日 | マジすげぇ傑作                                  | 1. 全ポイントカード合体してほしい 2. 今は曲の中やけど 3. ご飯を多めに炊いてラップに包んで冷凍する人を褒めるラップソング 4. 鬼は退治せず話し合うべき 5. 一部のコアなファンの間では名曲と言われているソング 6. 鍵閉めたっけ?症候群(シンドローム) 7. おすもうさん 8. カンデみ〜んなハッピー! 9. 万有インド力 10. トントン相撲やろうぜ(ボーナストラック) | |
| 4thミニアルバム     | 2021年7月21日 | ファイブ                                        | 1. 家のお風呂でさっパーリーナイト 2. THANK YOU for耳 3. 好きな漫画のキャラis DEAD 4. かわいそうだメロンソーダ 5. hair salon 6. 君の緑のストーリーズ 7. HAHAHAハッピーライフ 8. シークレットトラック (ボーナストラック1曲収録) | |
| 1stミニミニアルバム | 2022年4月13日 | でっかいワンちゃん                              | 1. ゴリラのドラミングーチョキパー 2. 傘2 3. カフェかと思ったら美容院だった 4. 相談風自慢遺憾 | |
| 5thミニアルバム     | 2024年7月13日 | おおぞらクルージング                            | 1. ヤバイTシャツ屋さんと同じ人数 2. 恐竜博士は恐竜見たことないでしょ 3. ドラゴンの裁縫セット(笑) 4. ゾンビの噛ミニケーション 5. ムカつく奴は敵 6. 寝るまでは今日 7. 被りまくりタイムテーブル 8. 負けヒロインでも君がいい | 早期予約特典として2024/05/24 23:59までにCD購入者全員に「1人1人」 に向けて撮影した、メンバーからの『感謝の喜怒哀楽ご挨拶動画をプレゼント』」 |

### 配信限定シングル
| 発売日         | タイトル                                                       | 収録アルバム         |
| -------------- | -------------------------------------------------------------- | -------------------- |
| 2019年10月18日 | レモン1個分のビタミンC                                         | 未収録               |
| 2020年5月9日   | 全ポイントカード合体して欲しい                                 | マジすげぇ傑作       |
| 2020年5月16日  | 今は曲の中やけど                                               | マジすげぇ傑作       |
| 2020年5月23日  | ご飯を多めに炊いてラップに包んで冷凍する人を褒めるラップソング | マジすげぇ傑作       |
| 2020年5月30日  | 鬼は退治せず話し合うべき                                       | マジすげぇ傑作       |
| 2020年6月6日   | 一部のコアなファンの間では名曲と言われているソング             | マジすげぇ傑作       |
| 2020年6月13日  | 鍵閉めたっけ?症候群                                            | マジすげぇ傑作       |
| 2020年6月20日  | おすもうさん                                                   | マジすげぇ傑作       |
| 2020年6月27日  | カンデみ〜んなハッピー!                                        | マジすげぇ傑作       |
| 2022年12月24日 | 猫の手を借りたら大変な事になった                               | 未収録               |
| 2024年5月4日   | 被りまくりタイムテーブル                                       | おおぞらクルージング |

### 楽曲提供
- つぼみ大革命「クエスチョンマーク」（2021年、FM大阪『オオサカエンタメナンデ!?』テーマソング） - 作詞・作曲・編曲

## タイアップ
| 曲名                           | タイアップ                                             |
| ------------------------------ | ------------------------------------------------------ |
| カンデみ〜んなハッピー!        | カンロ「カンデミ〜ナ」タイアップソング                 |
| 家のお風呂でさっパーリーナイト | TBS・MBS系「プレバト!!」2021年8月・9月期エンディング曲 |

## 出演

### テレビ
- ウラマヨ! エンディングテーマ（2018年7月7日 - 2018年9月29日、関西テレビ）- 「ヤマサキセイヤと同じ性別」
- 浜ちゃんが! エンディングテーマ （2019年6月 - 、読売テレビ）- 「焼肉屋さんの看板で牛さんが笑っているのおかしいね」

- 音エモン （2019年6月11日、関西テレビ）- コメントOA
- N-18 凸（エヌエイティーン デコ) （2019年6月8日、石川テレビ）- コメントOA[11]
- 有吉ゼミ（2024年5月6日、日本テレビ）- チャレンジグルメ

### ラジオ
- Interviews On! 「インオン！対番(タイバン)超能力戦士ドリアンEdition」(2019年4月27日 - 2020年9月26日、毎月第4土曜出演　Kiss FM KOBE)
- オオサカエンタメナンデ!?(2021年4月3日 - 2023年12月30日 、毎週土曜25:00 - 25:30　FM大阪) ※やっさんのみ
- なんMEGA! (2024年03月08日 FM大阪) ※ゲスト出演
- RADIO∞INFINITY (2024年05月03日 FM802) ※ゲスト出演
- ツギハギ 〜超能力戦士ドリアンのたのしいラジオ〜（2024年10月1日- 、毎週火曜21:15 - 23:30 ABCラジオ）

### その他
- ファミリーマート店内放送「ファミラジ」 (2019年6月11日 - 25日) コメントOA・「焼肉屋さんの看板で牛さんが笑っているのおかしいね」